# Поверхня нашарування
Поверхня нашарування — первинна поверхня зіткнення шарів осадових гірських порід, яка була поверхнею накопичення осадів.
П.н. вказує на перерви у осадонакопиченні або на зміну умов осадонакопичення.
На П.н. можна спостерігати сліди життєдіяльності мікроорганізмів, сліди течій, тріщини висихання тощо.
Розрізняють паралельні і непаралельні П.н., нерівні і рівні (плоскі).
Рівну, сплощену П.н. іноді називають площиною нашарування.